# Серхіо Касаль
Серхіо Касаль Мартінес (ісп. Sergio Casal Martínez) — колишній іспанський тенісист, спеціаліст з парної гри, дворазовий чемпіон турнірів Великого шолома в парному розряді, чемпіон США в міксті, олімпійський медаліст.
Найуспішнішим було партнерство Касаля з Еміліо Санчесом Вікаріо. Відкритий чемпіонат США 1986 року в міксті він виграв із Раффаеллою Реджі.
Найвищу одиночну позицію світового рейтингу — 31 місце досяг 11 листопада 1985, парну — 3 місце — 25 лютого 1991 року. Загалом за кар'єру Касаль виграв 1 турнір в одиночному та 47 турнірів у парному розряді. Він входив до складу іспанської команди, що виграла командний кубок світу 1992 року.
Завершив кар'єру 1995 року.

## Значні фінали

### Фінали турнірів Великого шолома

#### Пари: 3 (2 - 1)
| Результат | Рік  | Турнір                           | Покриття | Партнер               | Суперники                   | Рахунок                           |
| --------- | ---- | -------------------------------- | -------- | --------------------- | --------------------------- | --------------------------------- |
| Перемога  | 1988 | Відкритий чемпіонат США з тенісу | Тверде   | Еміліо Санчес Вікаріо | Рік Ліч Джим П'ю            | без гри                           |
| Поразка   | 1987 | Вімблдонський турнір             | Трава    | Еміліо Санчес Вікаріо | Кен Флек Роберт Сегусо      | 3–6, 6–7(6–8), 7–6(7–3), 6–1, 6–4 |
| Перемога  | 1990 | Відкритий чемпіонат Франції      | Ґрунт    | Еміліо Санчес Вікаріо | Горан Іванишевич Петр Корда | 7–5, 6–3                          |

#### Мікст: 1 (1 титул)
| Результат | Рік  | Турнір                           | Покриття | Партнер         | Суперники                         | Рахунок  |
| --------- | ---- | -------------------------------- | -------- | --------------- | --------------------------------- | -------- |
| Перемога  | 1986 | Відкритий чемпіонат США з тенісу | Тверде   | Раффаелла Реджі | Мартіна Навратілова Пітер Флемінг | 6–4, 6–4 |

### Парні турніри Олімпіад (1 срібна медаль)
| Результат | Рік  | Турнір              | Поверхня | Партнер               | Супротивники           | Рахунок                           |
| --------- | ---- | ------------------- | -------- | --------------------- | ---------------------- | --------------------------------- |
| Срібло    | 1988 | Сеульська олімпіада | Хард     | Еміліо Санчес Вікаріо | Кен Флек Роберт Сегусо | 3–6, 4–6, 7–6(7–5), 7–6(7–1), 7–9 |

## Фінали за кар'єру

### Парний розряд (47–26)
| Легенда                |
| Великий шлем (2)       |
| Tennis Masters Cup (0) |
| Серія Мастерс ATP (3)  |
| Серія турнірів ATP (1) |
| Тур ATP (41)           |

| Титули за покриттям |
| Тверде (7)          |
| Ґрунт (38)          |
| Трава (0)           |
| Килим (2)           |

| Результат | Ранг | Дата              | Турнір                                                  | Покриття   | Партнер               | Суперники                                | Рахунок                 |
| --------- | ---- | ----------------- | ------------------------------------------------------- | ---------- | --------------------- | ---------------------------------------- | ----------------------- |
| Поразка   | 1.   | 16 травня 1983    | Екс-ан-Прованс, Франція                                 | Ґрунт      | Іван Камус            | Анрі Леконт Жіль Мореттон                | 6–2, 1–6, 2–6           |
| Поразка   | 2.   | 8 квітня 1985     | Мюнхен, Німеччина                                       | Ґрунт      | Еміліо Санчес Вікаріо | Марк Едмондсон Кім Ворвік                | 6–4, 5–7, 5–7           |
| Поразка   | 3.   | 22 липня 1985     | Swedish Open, Швеція                                    | Ґрунт      | Еміліо Санчес Вікаріо | Стефан Едберг Андерс Яррід               | 0–6, 6–7                |
| Перемога  | 1.   | 12 серпня 1985    | Кіцбюель, Австрія                                       | Ґрунт      | Еміліо Санчес Вікаріо | Паоло Кане Клаудіо Панатта               | 6–3, 3–6, 6–2           |
| Поразка   | 4.   | 16 вересня 1985   | Палермо, Італія                                         | Ґрунт      | Еміліо Санчес Вікаріо | Колін Даудесвелл Йоакім Нюстром          | 4–6, 7–6, 6–7           |
| Перемога  | 2.   | 23 вересня 1985   | Женева, Швейцарія                                       | Ґрунт      | Еміліо Санчес Вікаріо | Карлус Кірмайр Кассіу Мотта              | 6–4, 4–6, 7–5           |
| Перемога  | 3.   | 30 вересня 1985   | Барселона, Іспанія                                      | Ґрунт      | Еміліо Санчес Вікаріо | Ян Гуннарссон Мікаель Мортенсен          | 6–3, 6–3                |
| Поразка   | 5.   | 25 листопада 1985 | Відень, Австрія                                         | Тверде (i) | Еміліо Санчес Вікаріо | Майк Де Палмер Гері Доннеллі             | 4–6, 3–6                |
| Поразка   | 6.   | 14 квітня 1986    | Барі, Італія                                            | Ґрунт      | Еміліо Санчес Вікаріо | Гері Доннеллі Томаш Шмід                 | 6–2, 4–6, 4–6           |
| Перемога  | 4.   | 12 травня 1986    | Мюнхен, Німеччина                                       | Ґрунт      | Еміліо Санчес Вікаріо | Бродерік Дайк Веллі Месур                | 6–3, 4–6, 6–3           |
| Перемога  | 5.   | 12 травня 1986    | Флоренція, Італія                                       | Ґрунт      | Еміліо Санчес Вікаріо | Майк Де Палмер Гері Доннеллі             | 6–4, 7–6                |
| Перемога  | 6.   | 14 липня 1986     | Гштад, Швейцарія                                        | Ґрунт      | Еміліо Санчес Вікаріо | Стефан Едберг Йоакім Нюстром             | 6–3, 3–6, 6–3           |
| Перемога  | 7.   | 28 липня 1986     | Swedish Open, Швеція                                    | Ґрунт      | Еміліо Санчес Вікаріо | Крейґ Кемпбелл Джой Райв                 | 6–4, 6–2                |
| Перемога  | 8.   | 22 вересня 1986   | Гамбург, Німеччина                                      | Ґрунт      | Еміліо Санчес Вікаріо | Борис Бекер Ерік Єлен                    | 6–4, 6–1                |
| Перемога  | 9.   | 9 лютого 1987     | Філадельфія, США                                        | Килим      | Еміліо Санчес Вікаріо | Крісто Стейн Дані Віссер                 | 3–6, 6–1, 7–6           |
| Поразка   | 7.   | 16 лютого 1987    | Мемфіс, США                                             | Тверде (i) | Еміліо Санчес Вікаріо | Андерс Яррід Юнас Свенссон               | 4–6, 2–6                |
| Поразка   | 8.   | 6 квітня 1987     | Мілан, Італія                                           | Килим      | Еміліо Санчес Вікаріо | Борис Бекер Слободан Живоїнович          | 6–3, 3–6, 4–6           |
| Перемога  | 10.  | 20 квітня 1987    | Ніцца, Франція                                          | Ґрунт      | Еміліо Санчес Вікаріо | Клаудіо Медзадрі Джанні Оклеппо          | 6–3, 6–3                |
| Поразка   | 9.   | 11 травня 1987    | Мюнхен, Німеччина                                       | Ґрунт      | Еміліо Санчес Вікаріо | Джим П'ю Блейн Вілленборг                | 6–7, 6–4, 4–6           |
| Перемога  | 11.  | 15 червня 1987    | Болонья, Італія                                         | Ґрунт      | Еміліо Санчес Вікаріо | Клаудіо Панатта Блейн Вілленборг         | 6–3, 6–2                |
| Поразка   | 10.  | 6 липня 1987      | Вімблдонський турнір, Лондон                            | Трава      | Еміліо Санчес Вікаріо | Кен Флек Роберт Сегусо                   | 6–3, 7–6, 6–7, 1–6, 4–6 |
| Перемога  | 12.  | 20 липня 1987     | Бордо, Франція                                          | Ґрунт      | Еміліо Санчес Вікаріо | Даррен Кейгілл Марк Вудфорд              | 6–3, 6–3                |
| Перемога  | 13.  | 10 серпня 1987    | Кіцбюель, Австрія                                       | Ґрунт      | Еміліо Санчес Вікаріо | Мілослав Мечирж Томаш Шмід               | 7–6, 7–6                |
| Поразка   | 11.  | 21 вересня 1987   | Мадрид, Іспанія                                         | Ґрунт      | Еміліо Санчес Вікаріо | Карлос Ді Лаура Хав'єр Санчес            | 3–6, 6–3, 4–6           |
| Поразка   | 12.  | 16 листопада 1987 | Сан-Паулу, Бразилія                                     | Тверде     | Томас Карбонелл       | Гілад Блюм Хав'єр Санчес                 | 3–6, 7–6, 4–6           |
| Перемога  | 14.  | 23 листопада 1987 | Буенос-Айрес, Аргентина                                 | Ґрунт      | Томас Карбонелл       | Джей Бергер Орасіо де ла Пенья           | W/O                     |
| Перемога  | 15.  | 30 листопада 1987 | Ітапарика, Бразилія                                     | Тверде     | Еміліо Санчес Вікаріо | Хорхе Лосано Дієго Перес                 | 6–2, 6–2                |
| Перемога  | 16.  | 18 квітня 1988    | Мадрид, Іспанія                                         | Ґрунт      | Еміліо Санчес Вікаріо | Джейсон Столтенберг Тодд Вудбрідж        | 6–7, 7–6, 6–4           |
| Перемога  | 17.  | 25 квітня 1988    | Монте-Карло, Монако                                     | Ґрунт      | Еміліо Санчес Вікаріо | Анрі Леконт Іван Лендл                   | 6–1, 6–3                |
| Перемога  | 18.  | 18 липня 1988     | Stuttgart Outdoor, Німеччина                            | Ґрунт      | Еміліо Санчес Вікаріо | Андерс Яррід Мікаель Мортенсен           | 4–6, 6–3, 6–4           |
| Перемога  | 19.  | 1 серпня 1988     | Гілверсум, Нідерланди                                   | Ґрунт      | Еміліо Санчес Вікаріо | Магнус Густафссон Гільєрмо Перес Рольдан | 7–6, 6–3                |
| Перемога  | 20.  | 8 серпня 1988     | Кіцбюель, Австрія                                       | Ґрунт      | Еміліо Санчес Вікаріо | Йоакім Нюстром Клаудіо Панатта           | 6–4, 7–5                |
| Перемога  | 21.  | 12 вересня 1988   | Відкритий чемпіонат США з тенісу, Нью-Йорк              | Тверде     | Еміліо Санчес Вікаріо | Рік Ліч Джим П'ю                         | W/O                     |
| Перемога  | 22.  | 19 вересня 1988   | Барселона, Іспанія                                      | Ґрунт      | Еміліо Санчес Вікаріо | Клаудіо Медзадрі Дієго Перес             | 6–4, 6–3                |
| Поразка   | 13.  | 26 вересня 1988   | Теніс на літніх Олімпійських іграх 1988, Південна Корея | Тверде     | Еміліо Санчес Вікаріо | Кен Флек Роберт Сегусо                   | 3–6, 4–6, 7–6, 7–6, 7–9 |
| Перемога  | 23.  | 28 листопада 1988 | Ітапарика, Бразилія                                     | Тверде     | Еміліо Санчес Вікаріо | Хорхе Лосано Тодд Вітскен                | 7–6, 7–6                |
| Поразка   | 14.  | 11 грудня 1988    | Фінал ATP, Лондон                                       | Килим      | Еміліо Санчес Вікаріо | Рік Ліч Джим П'ю                         | 4–6, 3–6, 6–2, 0–6      |
| Перемога  | 24.  | 19 червня 1989    | Болонья, Італія                                         | Ґрунт      | Хав'єр Санчес         | Томас Нюдаль Jorgen Windahl              | 6–2, 6–3                |
| Поразка   | 15.  | 26 червня 1989    | Барі, Італія                                            | Ґрунт      | Хав'єр Санчес         | Сімоне Коломбо Клаудіо Медзадрі          | 6–0, 3–6, 3–6           |
| Поразка   | 16.  | 25 вересня 1989   | Барселона, Іспанія                                      | Ґрунт      | Томаш Шмід            | Ґуставо Луса Крістіан Мініуссі           | 3–6, 3–6                |
| Поразка   | 17.  | 8 січня 1990      | Веллінгтон, Нова Зеландія                               | Тверде     | Еміліо Санчес Вікаріо | Келле Евернден Ніколас Перейра           | 4–6, 6–7                |
| Перемога  | 25.  | 9 квітня 1990     | Estoril Open, Португалія                                | Ґрунт      | Еміліо Санчес Вікаріо | Омар Кампорезе Паоло Кане                | 7–5, 4–6, 7–5           |
| Поразка   | 18.  | 16 квітня 1990    | Барселона, Іспанія                                      | Ґрунт      | Еміліо Санчес Вікаріо | Андрес Гомес Хав'єр Санчес               | 6–7, 5–7                |
| Перемога  | 26.  | 21 травня 1990    | Рим, Італія                                             | Ґрунт      | Еміліо Санчес Вікаріо | Джим Кур'є Мартін Девіс                  | 7–6, 7–5                |
| Перемога  | 27.  | 11 червня 1990    | Відкритий чемпіонат Франції, Париж                      | Ґрунт      | Еміліо Санчес Вікаріо | Горан Іванишевич Петр Корда              | 7–5, 6–3                |
| Перемога  | 28.  | 16 липня 1990     | Гштад, Швейцарія                                        | Ґрунт      | Еміліо Санчес Вікаріо | Омар Кампорезе Хав'єр Санчес             | 6–3, 3–6, 7–5           |
| Перемога  | 29.  | 30 липня 1990     | Гілверсум, Нідерланди                                   | Ґрунт      | Еміліо Санчес Вікаріо | Паул Гаргейс Марк Куверманс              | 7–5, 7–5                |
| Перемога  | 30.  | 1 жовтня 1990     | Палермо, Італія                                         | Ґрунт      | Еміліо Санчес Вікаріо | Карлос Коста Орасіо де ла Пенья          | 6–3, 6–4                |
| Перемога  | 31.  | 8 жовтня 1990     | Афіни, Греція                                           | Ґрунт      | Хав'єр Санчес Vicario | Том Кемперс Ріхард Крайчек               | 4–6, 7–6, 6–3           |
| Поразка   | 19.  | 25 листопада 1990 | Фінал ATP, Австралія                                    | Тверде     | Еміліо Санчес Вікаріо | Гі Форже Якоб Гласек                     | 4–6, 6–7, 7–5, 4–6      |
| Перемога  | 32.  | 14 січня 1991     | Окленд, Нова Зеландія                                   | Тверде     | Еміліо Санчес Вікаріо | Грант Коннелл Гленн Мічібата             | 4–6, 6–3, 6–4           |
| Перемога  | 33.  | 25 лютого 1991    | Штуттґард, Німеччина                                    | Килим      | Еміліо Санчес Вікаріо | Джеремі Бейтс Нік Браун                  | 6–3, 7–5                |
| Перемога  | 34.  | 13 травня 1991    | Гамбург, Німеччина                                      | Ґрунт      | Еміліо Санчес Вікаріо | Кассіу Мотта Дані Віссер                 | 4–6, 6–3, 6–2           |
| Перемога  | 35.  | 4 листопада 1991  | Бузіус, Бразилія                                        | Тверде     | Еміліо Санчес Вікаріо | Хав'єр Франа Леонардо Лаваль             | 4–6, 6–3, 6–4           |
| Перемога  | 36.  | 13 січня 1992     | Sydney International, Австралія                         | Тверде     | Еміліо Санчес Вікаріо | Скотт Девіс Келлі Джонс                  | 3–6, 6–1, 6–4           |
| Поразка   | 20.  | 10 лютого 1992    | Мілан, Італія                                           | Килим      | Еміліо Санчес Вікаріо | Ніл Брод Девід Макферсон                 | 7–5, 5–7, 4–6           |
| Перемога  | 37.  | 11 травня 1992    | Гамбург, Німеччина                                      | Ґрунт      | Еміліо Санчес Вікаріо | Карл-Уве Стіб Міхаель Штіх               | 5–7, 6–4, 6–3           |
| Перемога  | 38.  | 27 липня 1992     | Кіцбюель, Австрія                                       | Ґрунт      | Еміліо Санчес Вікаріо | Орасіо де ла Пенья Войтех Флегль         | 6–1, 6–2                |
| Поразка   | 21.  | 31 серпня 1992    | Скенектаді, США                                         | Тверде     | Еміліо Санчес Вікаріо | Якко Елтінг Паул Гаргейс                 | 3–6, 4–6                |
| Перемога  | 39.  | 21 вересня 1992   | Бордо, Франція                                          | Ґрунт      | Еміліо Санчес Вікаріо | Арно Боеч Гі Форже                       | 6–1, 6–4                |
| Поразка   | 22.  | 12 квітня 1993    | Барселона, Іспанія                                      | Ґрунт      | Еміліо Санчес Вікаріо | Шелбі Кеннон Скотт Мелвілл               | 6–7, 1–6                |
| Перемога  | 40.  | 21 червня 1993    | Генуя, Італія                                           | Ґрунт      | Еміліо Санчес Вікаріо | Марк Куверманс Грег Ван Ембург           | 6–3, 7–6                |
| Перемога  | 41.  | 4 жовтня 1993     | Палермо, Італія                                         | Ґрунт      | Еміліо Санчес Вікаріо | Хуан Гарат Хорхе Лосано                  | 6–3, 6–3                |
| Перемога  | 42.  | 18 жовтня 1993    | Тель-Авів, Ізраїль                                      | Тверде     | Еміліо Санчес Вікаріо | Майк Бауер Давід Рікл                    | 6–4, 6–4                |
| Перемога  | 43.  | 8 листопада 1993  | Сан-Паулу, Бразилія                                     | Ґрунт      | Еміліо Санчес Вікаріо | Пабло Альбано Хав'єр Франа               | 4–6, 7–6, 6–4           |
| Поразка   | 23.  | 15 листопада 1993 | Буенос-Айрес, Аргентина                                 | Ґрунт      | Еміліо Санчес Вікаріо | Томас Карбонелл Карлос Коста             | 4–6, 4–6                |
| Перемога  | 44.  | 11 липня 1994     | Гштад, Швейцарія                                        | Ґрунт      | Еміліо Санчес Вікаріо | Менно Остінг Даніель Вацек               | 7–6, 6–4                |
| Поразка   | 24.  | 8 серпня 1994     | Кіцбюель, Австрія                                       | Ґрунт      | Еміліо Санчес Вікаріо | Девід Адамс Андрій Ольховський           | 7–6, 3–6, 5–7           |
| Поразка   | 25.  | 7 листопада 1994  | Монтевідео, Уругвай                                     | Ґрунт      | Еміліо Санчес Вікаріо | Марсело Філіппіні Луїс Маттар            | 6–7, 4–6                |
| Перемога  | 45.  | 14 листопада 1994 | Буенос-Айрес, Аргентина                                 | Ґрунт      | Еміліо Санчес Вікаріо | Томас Карбонелл Франсіско Ройг           | 6–3, 6–2                |
| Перемога  | 46.  | 8 травня 1995     | Атланта, США                                            | Ґрунт      | Еміліо Санчес Вікаріо | Джаред Палмер Річі Ренеберг              | 6–7, 6–3, 7–6           |
| Поразка   | 26.  | 22 травня 1995    | Корал-Спрінгс, США                                      | Ґрунт      | Еміліо Санчес Вікаріо | Тодд Вудбрідж Марк Вудфорд               | 3–6, 1–6                |
| Перемога  | 47.  | 6 листопада 1995  | Монтевідео, Уругвай                                     | Ґрунт      | Еміліо Санчес Вікаріо | Їржі Новак (тенісист) Давід Рікл         | 2–6, 7–6, 7–6           |

## Досягнення в парному розряді
| W | Ф | ПФ | ЧФ | #Р | КТ | К# | DNQ | A | NH |

| Турнір                                 | 1982                                                     | 1983                                                     | 1984                                                     | 1985                                                     | 1986                                                     | 1987                                                     | 1988                                                     | 1989                                                     | 1990  | 1991  | 1992  | 1993  | 1994  | 1995  | 1996  | 1997  | ТУ за кар'єру | Виграшів-поразок за кар'єру |
| -------------------------------------- | -------------------------------------------------------- | -------------------------------------------------------- | -------------------------------------------------------- | -------------------------------------------------------- | -------------------------------------------------------- | -------------------------------------------------------- | -------------------------------------------------------- | -------------------------------------------------------- | ----- | ----- | ----- | ----- | ----- | ----- | ----- | ----- | ------------- | --------------------------- |
| Турніри Великого шолома                |                                                          |                                                          |                                                          |                                                          |                                                          |                                                          |                                                          |                                                          |       |       |       |       |       |       |       |       |               |                             |
| Відкритий чемпіонат Австралії з тенісу |                                                          |                                                          |                                                          |                                                          | NH                                                       |                                                          |                                                          |                                                          | 2р    | 1р    | 2р    | 2р    | 2р    |       |       |       | 0 / 5         | 4–5                         |
| Відкритий чемпіонат Франції з тенісу   | 1р                                                       | 3р                                                       | 1р                                                       | 1р                                                       | ЧФ                                                       | 2р                                                       |                                                          | ЧФ                                                       | П     | 3р    | 1р    | ЧФ    | ЧФ    | 2р    |       |       | 1 / 13        | 24–12                       |
| Вімблдонський турнір                   |                                                          | 2р                                                       |                                                          | 1р                                                       | ЧФ                                                       | Ф                                                        | 2р                                                       |                                                          |       |       | 1р    | 1р    | 1р    |       |       |       | 0 / 8         | 10–8                        |
| Відкритий чемпіонат США з тенісу       |                                                          |                                                          |                                                          |                                                          | 1р                                                       | ПФ                                                       | П                                                        | 2р                                                       | 2р    |       | ЧФ    | 1р    | 2р    | ПФ    |       |       | 1 / 9         | 19–8                        |
| ТУ на турнірах Великого шлему          | 0 / 1                                                    | 0 / 2                                                    | 0 / 1                                                    | 0 / 2                                                    | 0 / 3                                                    | 0 / 3                                                    | 1 / 2                                                    | 0 / 2                                                    | 1 / 3 | 0 / 2 | 0 / 4 | 0 / 4 | 0 / 4 | 0 / 2 | 0 / 0 | 0 / 0 | 2 / 35        | N/A                         |
| В-П за сезон                           | 0–1                                                      | 3–2                                                      | 0–1                                                      | 0–2                                                      | 6–3                                                      | 10–3                                                     | 6–1                                                      | 4–2                                                      | 8–2   | 2–2   | 4–4   | 4–4   | 5–4   | 5–2   | 0–0   | 0–0   | N/A           | 57–33                       |
| Серія Мастерс ATP                      |                                                          |                                                          |                                                          |                                                          |                                                          |                                                          |                                                          |                                                          |       |       |       |       |       |       |       |       |               |                             |
| Індіан-Веллс                           | Перед 1990 роком ці турніри не належали до серії Мастерс | Перед 1990 роком ці турніри не належали до серії Мастерс | Перед 1990 роком ці турніри не належали до серії Мастерс | Перед 1990 роком ці турніри не належали до серії Мастерс | Перед 1990 роком ці турніри не належали до серії Мастерс | Перед 1990 роком ці турніри не належали до серії Мастерс | Перед 1990 роком ці турніри не належали до серії Мастерс | Перед 1990 роком ці турніри не належали до серії Мастерс | 1р    | 2р    | 2р    | 2р    | 1р    | 1р    |       |       | 0 / 6         | 2–6                         |
| Відкритий чемпіонат Маямі з тенісу     | Перед 1990 роком ці турніри не належали до серії Мастерс | Перед 1990 роком ці турніри не належали до серії Мастерс | Перед 1990 роком ці турніри не належали до серії Мастерс | Перед 1990 роком ці турніри не належали до серії Мастерс | Перед 1990 роком ці турніри не належали до серії Мастерс | Перед 1990 роком ці турніри не належали до серії Мастерс | Перед 1990 роком ці турніри не належали до серії Мастерс | Перед 1990 роком ці турніри не належали до серії Мастерс | ЧФ    | ЧФ    | 2р    | 3р    | 2р    | 2р    |       |       | 0 / 6         | 6–6                         |
| Монте-Карло                            | Перед 1990 роком ці турніри не належали до серії Мастерс | Перед 1990 роком ці турніри не належали до серії Мастерс | Перед 1990 роком ці турніри не належали до серії Мастерс | Перед 1990 роком ці турніри не належали до серії Мастерс | Перед 1990 роком ці турніри не належали до серії Мастерс | Перед 1990 роком ці турніри не належали до серії Мастерс | Перед 1990 роком ці турніри не належали до серії Мастерс | Перед 1990 роком ці турніри не належали до серії Мастерс | 2р    | ПФ    | 2р    | ПФ    | ПФ    | 2р    |       |       | 0 / 6         | 9–6                         |
| Рим                                    | Перед 1990 роком ці турніри не належали до серії Мастерс | Перед 1990 роком ці турніри не належали до серії Мастерс | Перед 1990 роком ці турніри не належали до серії Мастерс | Перед 1990 роком ці турніри не належали до серії Мастерс | Перед 1990 роком ці турніри не належали до серії Мастерс | Перед 1990 роком ці турніри не належали до серії Мастерс | Перед 1990 роком ці турніри не належали до серії Мастерс | Перед 1990 роком ці турніри не належали до серії Мастерс | П     | ЧФ    | 1р    | 2р    | 1р    |       |       |       | 1 / 5         | 8–4                         |
| Гамбург                                | Перед 1990 роком ці турніри не належали до серії Мастерс | Перед 1990 роком ці турніри не належали до серії Мастерс | Перед 1990 роком ці турніри не належали до серії Мастерс | Перед 1990 роком ці турніри не належали до серії Мастерс | Перед 1990 роком ці турніри не належали до серії Мастерс | Перед 1990 роком ці турніри не належали до серії Мастерс | Перед 1990 роком ці турніри не належали до серії Мастерс | Перед 1990 роком ці турніри не належали до серії Мастерс |       | П     | П     | ПФ    | 2р    |       |       |       | 2 / 4         | 13–2                        |
| Мастерс Канада                         | Перед 1990 роком ці турніри не належали до серії Мастерс | Перед 1990 роком ці турніри не належали до серії Мастерс | Перед 1990 роком ці турніри не належали до серії Мастерс | Перед 1990 роком ці турніри не належали до серії Мастерс | Перед 1990 роком ці турніри не належали до серії Мастерс | Перед 1990 роком ці турніри не належали до серії Мастерс | Перед 1990 роком ці турніри не належали до серії Мастерс | Перед 1990 роком ці турніри не належали до серії Мастерс |       |       |       |       |       |       |       |       | 0 / 0         | 0–0                         |
| Мастерс Цинциннаті                     | Перед 1990 роком ці турніри не належали до серії Мастерс | Перед 1990 роком ці турніри не належали до серії Мастерс | Перед 1990 роком ці турніри не належали до серії Мастерс | Перед 1990 роком ці турніри не належали до серії Мастерс | Перед 1990 роком ці турніри не належали до серії Мастерс | Перед 1990 роком ці турніри не належали до серії Мастерс | Перед 1990 роком ці турніри не належали до серії Мастерс | Перед 1990 роком ці турніри не належали до серії Мастерс |       |       |       |       |       |       |       |       | 0 / 0         | 0–0                         |
| Штутгарт (Стокгольм)                   | Перед 1990 роком ці турніри не належали до серії Мастерс | Перед 1990 роком ці турніри не належали до серії Мастерс | Перед 1990 роком ці турніри не належали до серії Мастерс | Перед 1990 роком ці турніри не належали до серії Мастерс | Перед 1990 роком ці турніри не належали до серії Мастерс | Перед 1990 роком ці турніри не належали до серії Мастерс | Перед 1990 роком ці турніри не належали до серії Мастерс | Перед 1990 роком ці турніри не належали до серії Мастерс | 2р    |       |       |       |       |       |       |       | 0 / 1         | 0–1                         |
| Париж                                  | Перед 1990 роком ці турніри не належали до серії Мастерс | Перед 1990 роком ці турніри не належали до серії Мастерс | Перед 1990 роком ці турніри не належали до серії Мастерс | Перед 1990 роком ці турніри не належали до серії Мастерс | Перед 1990 роком ці турніри не належали до серії Мастерс | Перед 1990 роком ці турніри не належали до серії Мастерс | Перед 1990 роком ці турніри не належали до серії Мастерс | Перед 1990 роком ці турніри не належали до серії Мастерс | 2р    |       | 2р    |       |       |       |       |       | 0 / 2         | 0–2                         |
| ТУ на турнірах Серії Мастерс           | N/A                                                      | N/A                                                      | N/A                                                      | N/A                                                      | N/A                                                      | N/A                                                      | N/A                                                      | N/A                                                      | 1 / 6 | 1 / 5 | 1 / 6 | 0 / 5 | 0 / 5 | 0 / 3 | 0 / 0 | 0 / 0 | 3 / 30        | N/A                         |
| В-П за сезон                           | N/A                                                      | N/A                                                      | N/A                                                      | N/A                                                      | N/A                                                      | N/A                                                      | N/A                                                      | N/A                                                      | 8–5   | 10–4  | 6–5   | 9–5   | 4–5   | 1–3   | 0–0   | 0–0   | N/A           | 38–27                       |
| Рейтинг на кінець року                 | 159                                                      | 73                                                       | 169                                                      | 25                                                       | 27                                                       | 7                                                        | 10                                                       | 53                                                       | 13    | 20    | 21    | 22    | 34    | 35    | –     | 742   | N/A           | N/A                         |